# Gondophares I
Gondophares I là một thành viên của gia tộc Suren ở Balochistan , ông còn là người sáng lập và là vị vua đầu tiên của vương quốc Ấn-Parthia. Ông dường như đã cai trị trong khoảng từ năm 20-10 TCN theo các nghiên cứu hiện đại, và ban đầu có thể là một người họ hàng hoặc chư hầu của nhà Apracas, những người đã cai trị ở Apracapura (Bajaur, Khyber-Pakhtunkhwa, Pakistan) và tới tận Sistan (Balochistan).

## Cai trị
Triều đại Gondophares I ban đầu được đặt vào một niên đại muộn hơn; triều đại của một vị vua tự xưng là Gondophares được thiết lập vào năm 20 CN bởi dòng chữ khắc đá mà ông ta tạo lập tại Takht-i Bahi (còn gọi là Takht Bahi) ở Mardan, phía tây Pakistan, vào năm 46 CN, và ông đã cũng được liên hệ với các chứng thư thế kỷ thứ ba của thánh Thomas. Tuy nhiên, những nghiên cứu gần đây cho thấy rõ ràng rằng "Gondophares" là một danh hiệu được sử dụng bởi nhiều vị vua; không có chữ viết hay tài liệu cổ có thể tạo được mối liên hệ đặc biệt với vị vua Gondophares I, và các bằng chức về tiền đúc đã củng cố vững chắc giả thuyết rằng Gondophares I đã cai trị sớm hơn với những sự kiện này.
Gondophares I đã đánh chiếm thung lũng Kabul và khu vực vùng Punjab và Sindh từ tay của vị vua Ấn-Scythia là Azes. Và trong thực tế, một số chư hầu dường như đã chuyển lòng trung thành từ người Ấn-Scythia sang Gondophares I. Đế chế của ông rất là rộng lớn, nhưng chỉ là một thực thể lỏng lẻo, và sớm tan rã ngay sau khi ông qua đời. Kinh đô của vương quốc là thành phố Taxila của Gandhara. Taxila nằm ở Punjab về phía tây của Islamabad hiện nay. Ernst Herzfeld tuyên bố rằng tên của ông đã được dùng để đặt tên cho thành phố Kandahar của Afghanistan, vốn được ông thành lập dưới tên Gundopharron.

## Các mẫu tiền đúc

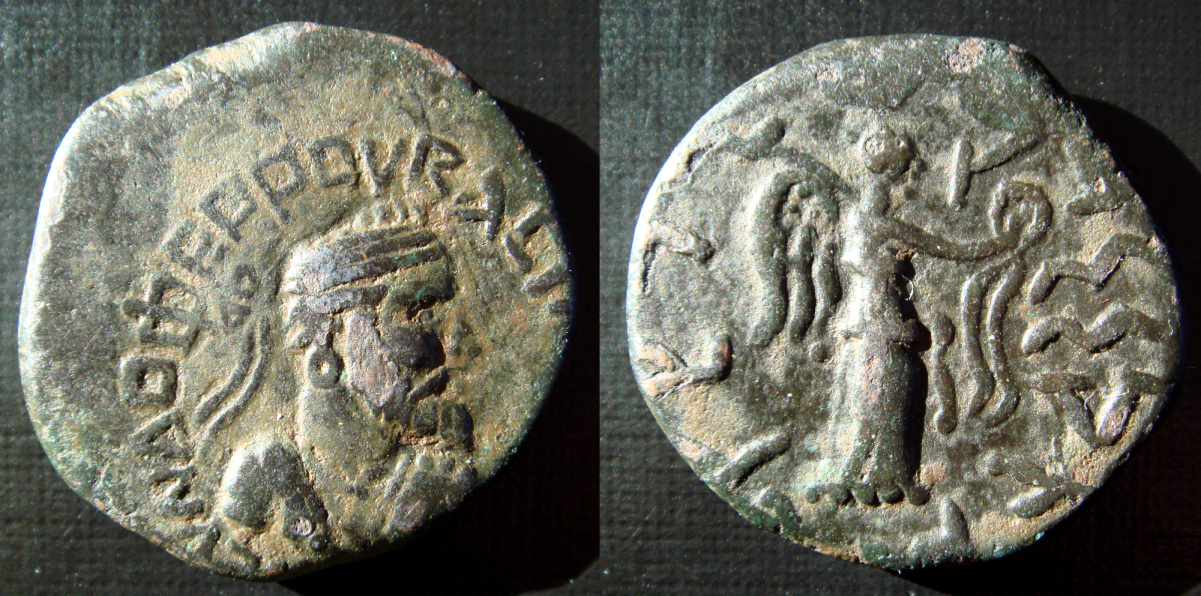
Tiền xu của Gondophares.
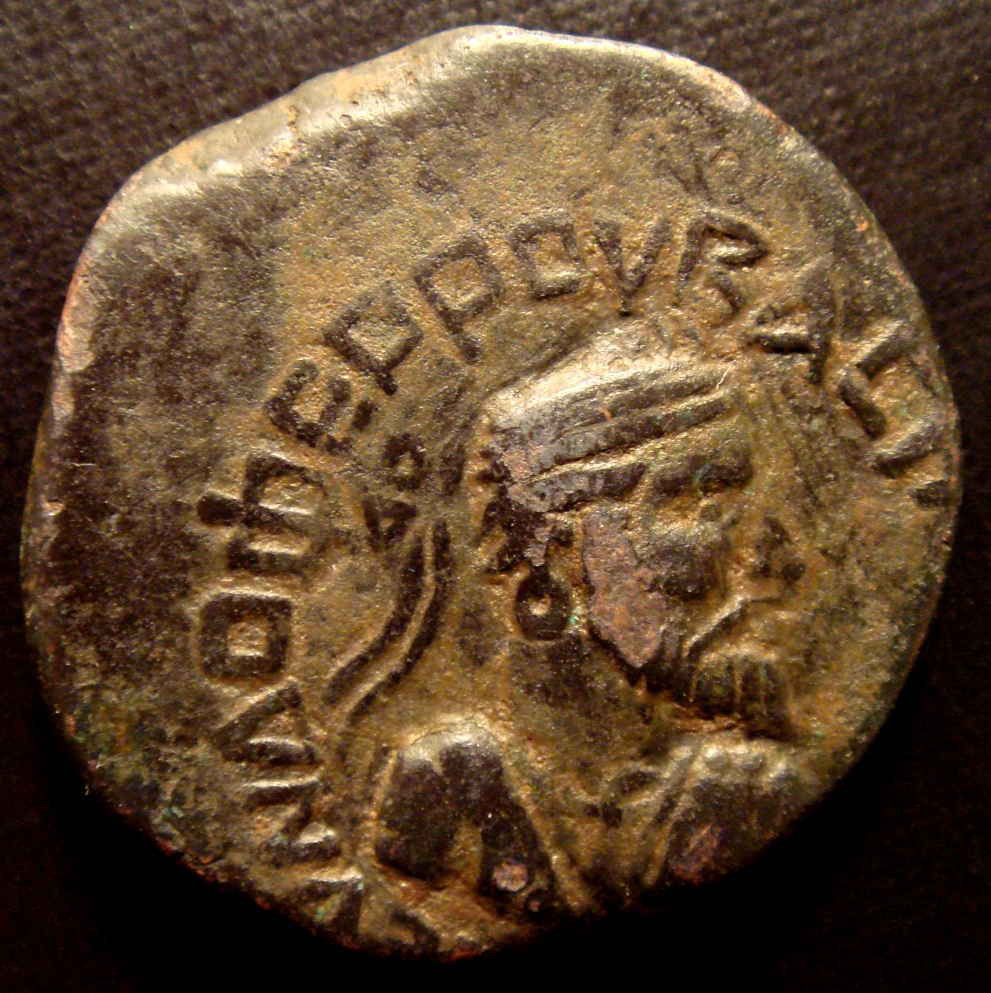
Tiền xu Gondophares.
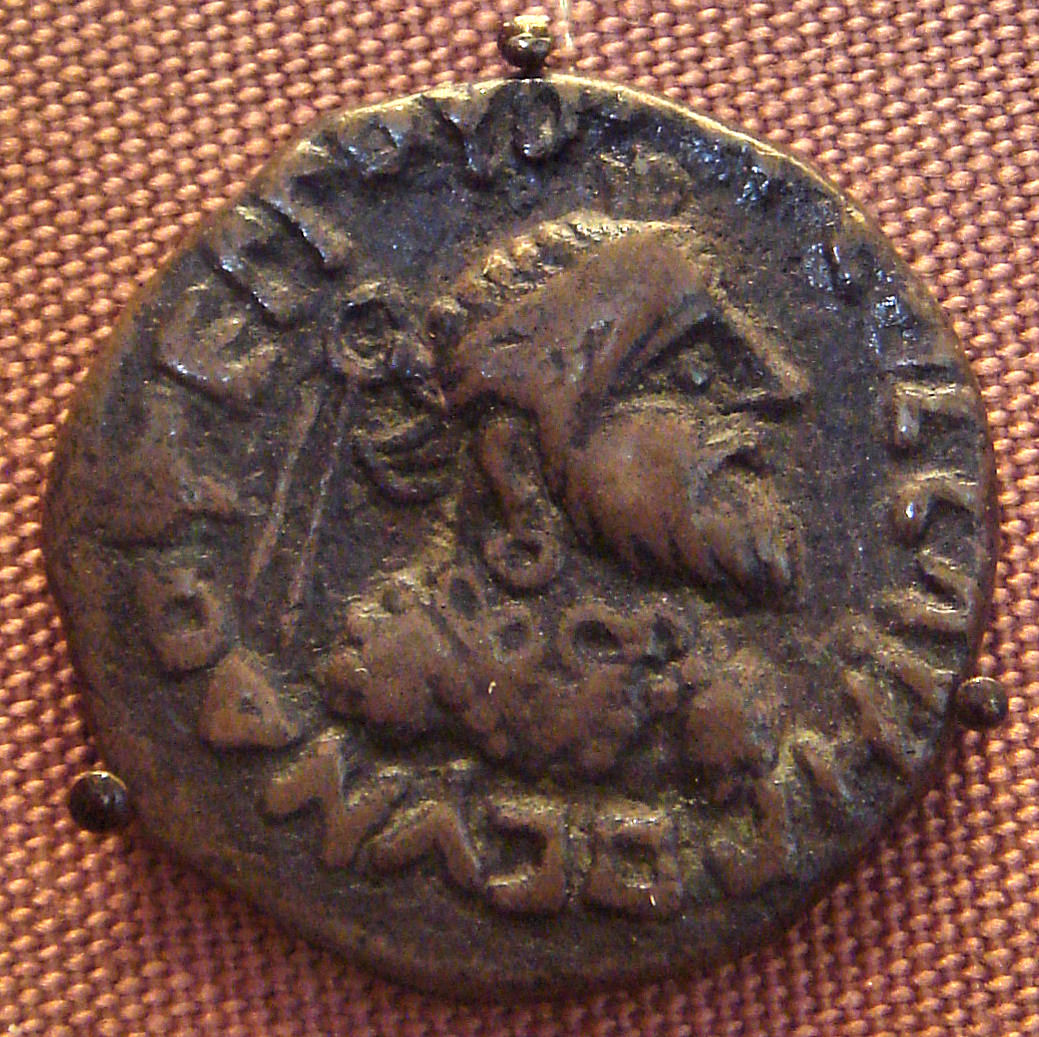
Tiền xu của Gondophares (Bảo tàng Anh Quốc)